# (6998) Титон
(6998) Титон (лат. Tithonus, др.-греч. Τιθωνός) — троянский астероид Юпитера, двигающийся в точке Лагранжа L5, в 60° позади планеты. Астероид был открыт 16 октября 1977 года голландскими астрономами К. Й. ван Хаутеном, И. ван Хаутен-Груневельд и Томом Герельсом в Паломарской обсерватории и назван в честь Титона, сына троянского царя Лаомедонта.